# ام‌الطمیر
ام الطمیر یا ام التمیر،  روستایی عرب‌نشین است که طایفه‌های مختلفی ازجمله سادات حسيني[ بيت سيد نعمه] و سادات حسني[ السادة الشرفاء] و عشايري همچون البوغبیش، بنی ساله و خواجه و بنی اسد و اهل الجرف، بنی چوله و دشت بزرگ و کردونی و بسیاری از خانواده‌های تازه‌وارد در آن سکونت دارند. این روستا از توابع بخش مرکزی شهرستان اهواز در استان خوزستان ایران است. در حقیقت نام و املای درست این روستا ام الطمیر به معنی صاحب خرما زیاد می‌باشد.

## جمعیت
این روستا در دهستان اسماعیلیه قرار دارد جمعیت نزدیک به  هفت هزار نفر است. این روستا در نزدیکی مرکز استان خوزستان می‌باشد و بین دو روستا کریشان از سمت شهر و مقطوع است

## اطلاعات بیشتر
روستایی به‌طور تقریبی بزرگ دارای مردمی خوش اخلاق با وفاو دوست داشتنی محیط این روستا حدود 4 کیلومتر است
نام خیابان‌های روستا به نام یاس و نخل هستند که اولین خیابان آن نخل 1 (اول روستا) و خیابان آخرآن نخل 16 (آخر روستا) است

## کار و امکانات
کار بیشتر مردم روستا کشاورزی است هر چند که بعضی کار‌های متفاوتی دارند که می‌توان از نخلستان داری دامداری مهندس دکتر و...  نام برد
این روستا از نظر امکانات خوب می‌باشد و جزو روستاهای محروم نیست به‌طورمثال داشتن آب و گاز و برق و آسفالت واتوبوس و... است 

## مدرسه و مسجد
روستای امطمیر دارای دو مدرسه دخترانه و پسرانه است که به دو صورت تایم صبح (ابتدایی) و ظهر(راهنمایی) و برعکس است
روستای امطمیر دانش آموزانی ممتاز و زرنگ زیادی دارد
و یک دبیرستان متوسطه دوم دخترانه در تایم صبح می‌باشد 
مسجد‌های این روستا به شکلی خاص و قشنگ بناشده است
امطمیر مسجد‌های زیادی دارد که مردم در آنها عبادت میکنند
ودر مناسبت ها جشن یا عزا شرکت میکنند

## گردشگری
این روستا به علت رد شدن رود کارون از این منطقه و داشتن نخلستان و شلتوک وسبزه زار سالیانه گردشگر‌های زیادی ازاین منطقه بازدید میکنند
کتابخانه‌ها
دارای یک کتابخانه به نام کتابخانه حجر بن عدی هم هست، که این کتابخانه دارای طبقه همفک و طبقه اول می‌باشد.